# Hans-Joachim Rechenberg
Hans-Joachim Rechenberg (auch Hans Rechenberg; * 20. September 1910 in Kemnitz bei Triebel; † 7. Dezember 1977) war ein deutscher Journalist, der im Nationalsozialismus Karriere machte. Zuerst war er Pressereferent von Reichswirtschaftsminister Walther Funk, nach Beginn des Zweiten Weltkriegs Pressereferent in Joseph Goebbels’ Reichsministerium für Volksaufklärung und Propaganda und in der Nachkriegszeit V-Mann des Bundesnachrichtendienstes.

## Leben

### Kindheit und Jugend
Hans Rechenberg wurde am 20. September 1910 in Kemnitz bei Triebel geboren.
Rechenberg trat zum 1. September 1930 in die NSDAP ein (Mitgliedsnummer 297.504).

### Karriere
1933 nahm er als Vertreter des  Preußischen Pressedienstes am Reichstagsbrandprozess teil, gelangte in den preußischen Staatsdienst und wurde mit 25 Jahren Regierungsrat. In dieser Position war er stellvertretender Leiter der Pressestelle des Beauftragten für den Vierjahresplan, Hermann Göring, sowie Pressereferent im Preußischen Staatsministerium. Ab Februar 1938 war er Pressereferent von Reichswirtschaftsminister Walther Funk. Zudem leitete er die Pressestelle der Reichsbank in Berlin. Nach weiteren 4 Jahren im März 1939 wurde Rechenberg zum Oberregierungsrat ernannt.
Zu Beginn des Zweiten Weltkriegs meldete sich Rechenberg freiwillig zum Kriegsdienst, „flog als ‚Kriegsberichter‘ 1940 bis nach London und sprang mit den Fallschirmjägern über Korinth ab“, wofür er „das Eiserne Kreuz [erhielt]“. In der Zeitschrift Wille und Macht, dem Führerorgan der nationalsozialistischen Jugend, propagierte er 1940 den nationalsozialistischen Krieg, indem er die „einzigartige Vernichtung des polnischen Staatsgebildes im Feldzug der 18 Tage“ betonte, die „nationalsozialistische Kriegswirtschaft“ als „Waffenschmiede des Sieges“ rühmte und behauptete, Deutschlands Kampf gelte den „Trägern einer Weltherrschaft, die jahrzehntelang ihre Macht mißbrauchten und nur dem eigenen Nutzen dienend erbarmungslos über Not und Elend der Völker hinweg zur Tagesordnung übergingen“. Rechenberg war während des Krieges als Pressereferent im Reichsministerium für Volksaufklärung und Propaganda (RMVP) tätig und im Mai/Juni 1940 Regierungssprecher der Wirtschaftspressekonferenz. Nachdem er in einer von Joseph Goebbels geleiteten „Ministerkonferenz“ des Propagandaministeriums zur Kriegslage in Kreta vorgetragen hatte, notierte Goebbels am 18. Juni 1941 in seinem Tagebuch: „Rechenberg macht einen tadellosen Eindruck. Er ist durch den Kampf sehr gereift.“ Unter Generalmajor Hermann-Bernhard Ramcke kam Rechenberg als Leutnant und „Kriegsberichter“ nach Afrika, wurde ab dem 6. Mai 1943 in Tunesien vermisst und wurde in US-amerikanische Kriegsgefangenschaft in das Camp Concordia nahe Concordia im US-Bundesstaat Kansas verbracht.
Im Jahrbuch 1941 Die Wehrmacht erschien von ihm der Kriegsbericht Fallschirmjäger im Südosten – Korinth und Kreta.

### Nachkriegskarriere
Nach seiner Entlassung aus US-amerikanischer Kriegsgefangenschaft ließ Rechenberg sich 1946 in Bad Tölz nieder und betreute im Nürnberger Prozess gegen die Hauptkriegsverbrecher seinen früheren Chef, den Reichswirtschaftsminister Walther Funk als „Rechtsgehilfe“. Neben Funk kümmerte sich Rechenberg auch um ehemalige Wehrmachtsgeneräle, die nun interniert waren, so dass sein ehemaliger Vorgesetzter Generalmajor Ramcke 1951 in seinen Memoiren schrieb: „Hans Rechenberg hatte sich als Journalist besonders um bessere Behandlung und Befreiung der Gefangenen bemüht.“ Zudem leitete er in den 1950er Jahren zeitweilig die deutschnationale und antiamerikanische Zeitschrift Fortschritt.
Beim Prozess gegen Ramcke, der am 21. März 1951 wegen Kriegsverbrechen beim Kampf um Brest, u. a. wegen der Geiselnahme und Ermordung französischer Zivilisten, zu einer fünfeinhalbjährigen Haftstrafe verurteilt wurde, lernte er den Schweizer Bankier, Hitlerbewunderer und Fluchthelfer für NS-Verbrecher François Genoud kennen, mit dem er bis zu seinem Tod zusammenarbeitete. Als er 1960 zum Tod seines ehemaligen Chefs, des Reichswirtschaftsministers und Reichsbankpräsidenten Walther Funk, der bis Mai 1957 im Spandauer Kriegsverbrechergefängnis einsaß, gemeinsam mit dem ehemaligen SS-Wirtschaftsführer Hans Kehrl im Namen der „ehemaligen Mitarbeiter und Freunde, die ihm (Funk) und seiner Lebensgefährtin in Treue verbunden sind“, in der Tageszeitung Welt eine Anzeige aufgeben wollte, wurde diese abgelehnt. Mit Genoud zusammen arbeitete Rechenberg bei der Vermarktung des Nachlasses von Martin Bormann und beim Prozess gegen Adolf Eichmann 1961. Damals schon vom Bundesnachrichtendienst als V-Mann 7396 geführt, sollte Rechenberg sich um die Zwischenfinanzierung der Verteidigung Eichmanns kümmern. Genoud und Rechenberg erhofften sich ein finanziell lukratives Geschäft mit „Eichmann-Memoiren“.
1962 warb Rechenberg, als „ehemaliger NS-Funktionär mit besten Kontakten nach Algerien“, den ehemaligen Leiter des „Judenreferates“ des Auswärtigen Amtes, Franz Rademacher, für den deutschen Bundesnachrichtendienst an.
Rechenberg starb am 7. Dezember 1977.